# 河田小龍

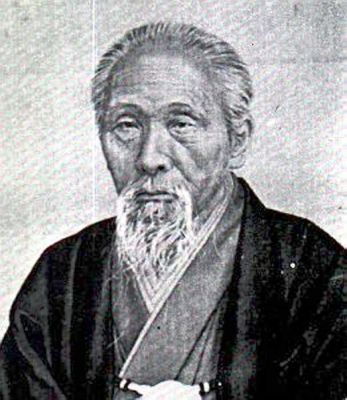

河田 小龍（かわだ しょうりょう、「しょうりゅう」とも。文政7年10月25日（1824年12月15日） - 明治31年（1898年）12月19日）は日本画家、思想家。通称篤太郎、本名は維鶴（これたず）、小梁、松梁、皤山、小龍と号するほか、翠竹斎、半舫斎の書斎号も称す。

## 生涯
文政7年（1824年）10月25日、土佐国高知城東、浦戸片町（現・南はりまや町）水天宮下、御船方の軽格の藩士、土生玉助維恒の長男に生まれる。祖父の川田金衛門の生家河田家を継ぎ川田姓を名乗る（のち河田姓に復す）。幼少のころより島本蘭渓に画を学び、16歳のころ藩儒学者岡本寧浦や奥宮慥斎の門下に入る。
弘化元年（1844年）、吉田東洋に従い京に遊学、京狩野家九代目の狩野永岳に師事した。またこの頃、大阪では書を学び、京にて中村竹祠から南画を学んだとされている。嘉永元年（1848年）の二条城襖絵修復の際には師とともに従事した。
嘉永3年（1850年）北山越えで帰国し、蓮池町に住まい、画学塾・墨雲洞を開く。
嘉永5年（1852年）、米国より帰国した漁師・中浜万次郎（ジョン万次郎）の取り調べに当たった。
土佐藩の許可を得て、万次郎を自宅に寄宿させ、起居を共にしながら毎日役所に出頭させるなかで、万次郎に読み書きを教えつつ、小龍自身も英語を学び、お互いの友情を感じるまでとなった。
小龍は、万次郎が語る異国の生活事情に大いに啓発され、鎖国日本の現状と異国の発展ぶりとの落差に驚き、大統領が選挙で選ばれることには万次郎の話が事実であるか疑いさえした。
万次郎の夜語りを聞き捨てにすることを惜しんだ小龍は、一切の私見を加えず、小龍の挿絵を加えて漂巽紀畧五巻として上梓し、藩主に献上した。同書が江戸に持ち込まれると、諸大名間で評判になり、万次郎が幕府直参として取り立てられることとなった。
また、かねて親交のあった藩御用格医師・岡上樹庵の妻が、坂本龍馬の姉・乙女であったことから、小龍は外国の大船を買い同志を乗せ人・荷物を積み海洋に乗り出し、「『貿易』によって異国に追いつく事」が日本のとるべき道だと龍馬に説いた。
明治11年（1878年）江戸時代後期から明治始めにかけて土佐の絵師に好まれた画題である吸江十景をまとめた冊子『吸江図誌』を好々堂から出版した。明治12年（1879年）に隠居し家督を譲った。
明治17年（1884年）第二回内国絵画共進会に出品。三条実美邸に招宴される。東京から帰国。
明治21年（1888年）高知を離れて京都へ移住した。
明治22年（1889年）、京都府疏水事務所の庶務付属に採用され、府知事であった北垣国道の依頼で琵琶湖疏水工事記録画の作成に当った。疏水の竣工した明治23年（1890年）4月から一年足らずに多くの絵図を残している。この『琵琶湖疏水図誌（上巻・工事着手前の略全図七葉と大津三保ヶ崎から藤尾村の竪坑までの26葉、中巻・第一トンネル西口から第三トンネル東口までの紙数35葉（内未成6葉）、下巻・第三トンネル西口から第六トンネル北口までと、6双屏風絵縮図2組の紙数48葉（内未成11枚））』は、現在では京都府立総合資料館に収蔵され、田村宗立による『琵琶湖疏水絵図』とともに、『琵琶湖疏水の100年』（叙述編・資料編・画集）のうちの「画集」に収められた。
明治27年（1893年）、京都居住の子・蘭太郎の元に移り、内国勤業博覧会外展覧会にて賞を受けた。また日清戦争の大本営であった広島において、明治天皇に御前揮毫の栄を賜った。明治天皇御前揮毫「仙鶴図」、皇太子殿下御前揮毫「富岳と龍図」を制作。
明治31年（1898年）12月19日没。胃癌を患っていた。その後、等持院に葬られる。享年75歳。

## 作品
| 作品名     | 技法         | 形状・員数 | 寸法（縦x横cm）   | 所有者                   | 年代                 | 落款         | 印章        | 備考                   |
| ---------- | ------------ | ---------- | ----------------- | ------------------------ | -------------------- | ------------ | ----------- | ---------------------- |
| 美人図     | 絹本著色     |            |                   | 高知県立美術館           | 1854年（安政元年）   |              |             |                        |
| 吸江図屏風 | 紙本墨画淡彩 | 二曲一双   | 157.0x133.0（各） | 創造広場「アクトランド」 |                      | 皤山小龍     | 白文方印2顆 | 元襖絵                 |
| 龍虎図衝立 | 杉板に墨画   | 衝立1基    | 114.3x165.0       | 国清寺 (高知市)          |                      |              |             |                        |
| 夢窓疎石像 | 絹本著色     | 1幅        | 115.0x49.5        | 吸江寺                   | 1898年（明治31年）頃 | 皤山田小龍寫 | 白文方印2顆 | 滴水宜牧賛（1998年賛） |

## 漂巽紀畧
1852年に河田小龍が帰国したジョン万次郎から聞き書きした漂流記。全4巻。万次郎が1841年に漂流して米国船に助けられて渡米し、約11年後に帰国するまでの経過や米国での生活や文化が書かれている。藩主の山内容堂に献じられたが原本の行方は分かっていない。
龍馬記念館によると、幕末に作られた写本が6つあり、その1つは記念館が保管している。同時代の写本は10種類ほどあるとも言われる。京都外国語大学も写本を所蔵しており、巻一には漂流後上陸した鳥島で米船に救われるまでの状況のほか、世界略地図と鳥島の略図を付し、巻二には仲間の伝蔵兄弟らの帰国に関する記述のほか、ハワイ国オワフ島ホノルルの事情、米国滞在中の情況、汽船や汽車の図と説明を載せており、巻四には万次郎らが琉球を経て帰国するまでを記している。
キューリン本と呼ばれる別の写本は、大正時代にブルックリン博物館の学芸員スチュワート・キューリンが東京で発見したもので、挿絵が多く含まれている。キューリンは1912年に両国で開かれた古書展示販売会でニューイングランドの風景（ボストン埠頭の図）が描かれていたことから本書を購入。『漂巽紀畧』の写本であることがわかり、同年末、万次郎の長男・中浜東一郎がキューリンから本を借り受けて全巻を筆写した。キューリンは本とともに帰国し、1929年に没するまで本書を手元に置いたままであったが、1948年に遺族が希少本コレクターに売却、1966年にフィラデルフィアのローゼンバック博物館（en:Rosenbach Museum and Library）が購入し、欧州に初めて米国を紹介したアメリゴ・ヴェスプッチの「新大陸」とともに所蔵している。キューリン本は1976年の建国200年記念にワシントンで公開されたのち、1999年にローゼンバック博物館で、2003年にロサンゼルスの全米日系人博物館で、2013年に高知市の龍馬記念館で展示された。

## 遺構
高知市南はりまや町の生家跡地に「河田小龍生誕地　墨雲洞跡」の碑がある。墨雲洞は河田が開いた私塾で、絵や漢学、蘭学などを教えていた。開明的であったことから墨雲洞には坂本龍馬、近藤長次郎、長岡謙吉、武市半平太、田中光顕、新宮馬之助など進歩的な者が多く出入りし、論談の場となり、岩崎弥太郎と後藤象二郎もここで出会った。

## 関連書籍
- 「漂巽紀略 付 研究河田小龍とその時代」川田維鶴撰、高知市民図書館、1986年
- 「漂巽紀畧　全現代語訳」、講談社学術文庫、谷村鯛夢訳・北代淳二監修、2018年

## 登場作品
小説
- 『絵金、闇を塗る』（木下昌輝、集英社）

漫画
- 『お～い!竜馬』（原作：武田鉄矢、作画：小山ゆう、小学館）

『竜馬がゆく』（原作：司馬遼太郎、漫画：鈴ノ木ユウ）
テレビドラマ
- 『龍馬伝』（2010年、NHK大河ドラマ 演：リリー・フランキー）

- 『お～い!竜馬』（1992年-1993年、NHK総合テレビ、声：肝付兼太）